# Michael Zorc
Michael Zorc (* 25. August 1962 in Dortmund-Eving) ist ein deutscher Sportfunktionär und ehemaliger Fußballspieler. Er verbrachte von 1981 bis 1998 seine gesamte Profikarriere bei Borussia Dortmund, dessen Rekordspieler er ist. Von 1988 bis 1997 war der Mittelfeldspieler Kapitän des Vereins, mit dem er die Deutsche Meisterschaft, den DFB-Pokal und die Champions League gewinnen konnte. Nach seinem Karriereende wechselte er 1998 ins Management des Vereins und war von 2005 bis 2022 dessen Sportdirektor.

## Leben
Michael Zorc ist der Sohn des Amateurnationalspielers Dieter Zorc, der 1971/72 für den VfL Bochum in der Fußball-Bundesliga spielte.
Michael Zorc war bereits ein Jahr Profi bei Borussia Dortmund unter Trainer Branko Zebec, als er im Jahr 1982 sein Abitur am Heisenberg-Gymnasium Dortmund absolvierte. Danach leistete er seinen Wehrdienst in der Sportfördergruppe der Bundeswehr in Essen-Kupferdreh ab und begann anschließend ein Studium der Wirtschaftswissenschaften an der Universität Dortmund. Dieses brach er nach vier Semestern ab.

## Aktive Karriere

### Verein
Zorc kam noch als Jugendlicher 1978 vom Dortmunder Lokalverein TuS Eving-Lindenhorst zur Borussia. Wegen seiner einst langen Haare erhielt er von seinem Mitspieler Rolf Rüssmann den Spitznamen „Susi“, der auch heute noch von seinen Fans benutzt wird. Michael Zorc debütierte beim BVB in der Saison 1981/82.
Bereits in der nächsten Saison etablierte sich Zorc im defensiven Mittelfeld als Stammkraft des Vereins. In den nachfolgenden Jahren kämpfte er mit Borussia Dortmund mehrfach gegen den Abstieg an. Am Ende der Spielzeit 1985/86 belegte Dortmund Platz 16 und spielte in der Relegation gegen Fortuna Köln um den Verbleib in der höchsten deutschen Spielklasse. Nachdem Köln das Hinspiel 2:0 gewonnen hatte, erzielte Zorc, der bereits in der regulären Saison zehn Tore erzielt hatte, beim 3:1-Rückspielsieg seines Teams in Dortmund in der 54. Minute den Ausgleichstreffer durch einen Elfmeter. Da die Auswärtstorregel zu diesem Zeitpunkt in der Relegation noch keine Anwendung fand, kam es zu einem Entscheidungsspiel beider Mannschaften im Düsseldorfer Rheinstadion. Dieses gewann der BVB mit 8:0; Zorc erzielte zwei Tore. Die Folgesaison schloss der BVB auf dem vierten Saisonplatz ab. Zorc steigerte seine Torausbeute dabei auf 14 Treffer.
Zu Beginn der Saison 1988/89 wurde Zorc zum Mannschaftskapitän ernannt. Borussia Dortmund erlebte in dieser Saison eine der erfolgreichsten Phasen der Vereinsgeschichte und gewann nach einem 4:1-Finalsieg über Werder Bremen den DFB-Pokal. Zorc hatte zuvor, mit Ausnahme des Zweitrundenspiels gegen den FC 08 Homburg, bei dem er nicht eingesetzt wurde, in jedem Spiel des Wettbewerbs ein Tor erzielt und bereitete im Finale den 2:1-Führungstreffer durch Frank Mill vor. 1991/92 wurde der BVB hinter dem VfB Stuttgart allein wegen der schlechteren Tordifferenz Vizemeister. Zorc verpasste allerdings nahezu die komplette Hinrunde, steuerte dafür im Saisonendspurt noch fünf Tore bei.
In der Saison 1992/93 erreichte Borussia Dortmund das Finale des UEFA-Pokals. Zorc erzielte dabei im Verlauf des Wettbewerbs drei Tore, unter anderem den 2:0-Endstand des Halbfinal-Hinspiels gegen den AJ Auxerre, nachdem er wenige Minuten zuvor einen Elfmeter vergeben hatte. Im Rückspiel, das ins Elfmeterschießen ging, verwandelte Zorc den ersten Elfmeter. Beide Finalspiele gegen Juventus Turin wurden verloren. Im Hinspiel wurde Zorc in der 70. Minute ausgewechselt, das Rückspiel verpasste er.
In der Saison 1994/95 gewann Borussia Dortmund zum ersten Mal seit Gründung der Bundesliga wieder die deutsche Fußballmeisterschaft. Zorc erzielte am 17. Spieltag beim 4:0-Sieg gegen den Hamburger SV einen Hattrick und schloss die Saison mit 15 Toren als torgefährlichster Spieler seines Teams ab. In der Folgesaison verteidigte der BVB den Titel, wobei Zorc mit erneut 15 Toren wieder die meisten Tore aller Dortmunder Spieler erzielt hatte.
Zu Beginn der Saison 1996/97 verpflichtete der Verein für Zorcs Position Paulo Sousa vom Champions-League-Sieger Juventus Turin. Zorc dachte eigenen Angaben zufolge zu diesem Zeitpunkt erstmals über einen Vereinswechsel nach, Angebote habe er etwa vom Hamburger SV gehabt. Er blieb aber in Dortmund. Trotz der neuen Konkurrenz gehörte Zorc zu Beginn der Hinrunde weiter zum Stammpersonal der Mannschaft, musste aber im weiteren Verlauf der Saison kürzere Einsatzzeiten in Kauf nehmen. Nachdem er zuvor zumindest bei Verletzungen anderer Spieler gesetzt gewesen war, zog Trainer Ottmar Hitzfeld, der sich unzufrieden über Zorcs Leistungen äußerte, ihm am 30. Spieltag gegen Schalke 04 die jungen Talente Christian Timm und Wladimir But vor, während Zorc erst in der 75. Minute eingewechselt wurde, aber das 1:0-Siegtor erzielte. Zorc bezeichnete den Treffer im Anschluss als „wohl die größte Genugtuung, die ich in meiner Fußballer-Laufbahn bisher hatte.“ Das Verhältnis zwischen Kapitän und Trainer galt seitdem als belastet. Auch beim 3:1-Sieg der Borussia gegen Juventus Turin im Finale der UEFA Champions League 1996/97 wurde Zorc erst in der 89. Minute eingewechselt.
Vor der nächsten Saison verlängerte Präsident Gerd Niebaum ohne Rücksprache mit Michael Meier und dem mit Saisonwechsel auf den Posten des Sportdirektors wechselnden Hitzfeld Zorcs Vertrag per Handschlag. Auch unter dem neuen BVB-Trainer Nevio Scala verminderten sich Zorcs Einsatzzeiten weiter. In der Saison 1997/98 spielte Zorc nur noch bei zwei seiner 22 Bundesliga-Einsätze über volle 90 Minuten. Beim Weltpokal-Finale im Dezember 1997 spielte er allerdings von Beginn an und erzielte beim 2:0-Sieg seines Teams gegen Cruzeiro Belo Horizonte das erste Tor. Nach der Saison beendete Zorc seine Karriere.
Seine 463 Bundesligaspiele absolvierte er allesamt für den BVB und ist Bundesliga-Rekordspieler des Vereins. Er erzielte dabei 131 Tore. Damit liegt er – nach Bernd Nickel (141 Tore) und Marco Reus (154 Tore) – auf der Rangliste der Mittelfeldspieler mit den meisten in der Bundesliga erzielten Toren auf Rang drei. Lediglich der Stürmer Manfred Burgsmüller hat in der Bundesliga mehr Tore für den BVB erzielt (135). Zorc galt als einer der sichersten Elfmeterschützen der Fußball-Bundesliga (49 von 57 verwandelt). Er war lange Jahre Mannschaftskapitän von Borussia Dortmund und bei den Fans sehr beliebt. Er trug die Rückennummer acht.

### Nationalmannschaft
Zorc gewann 1981 mit der Junioren-Nationalmannschaft des DFB bei der Junioren-Fußballweltmeisterschaft den Titel. Im Verlaufe des Turniers wurde er sechsmal eingesetzt. Ein Tor erzielte er nicht. Er war ebenso deutscher Nationalspieler und bestritt in den Jahren 1992 und 1993 insgesamt sieben Länderspiele.

### Erfolge als Spieler
- Champions-League-Sieger: 1997
- UEFA-Pokal: Finalist 1993
- Weltpokalsieger: 1997
- DFB-Pokalsieger: 1989
- Deutscher Superpokalsieger: 1989, 1995, 1996
- Deutscher Meister: 1995, 1996
- Junioren-Weltmeister 1981
- U.S. Cup 1993

## Nach der aktiven Karriere

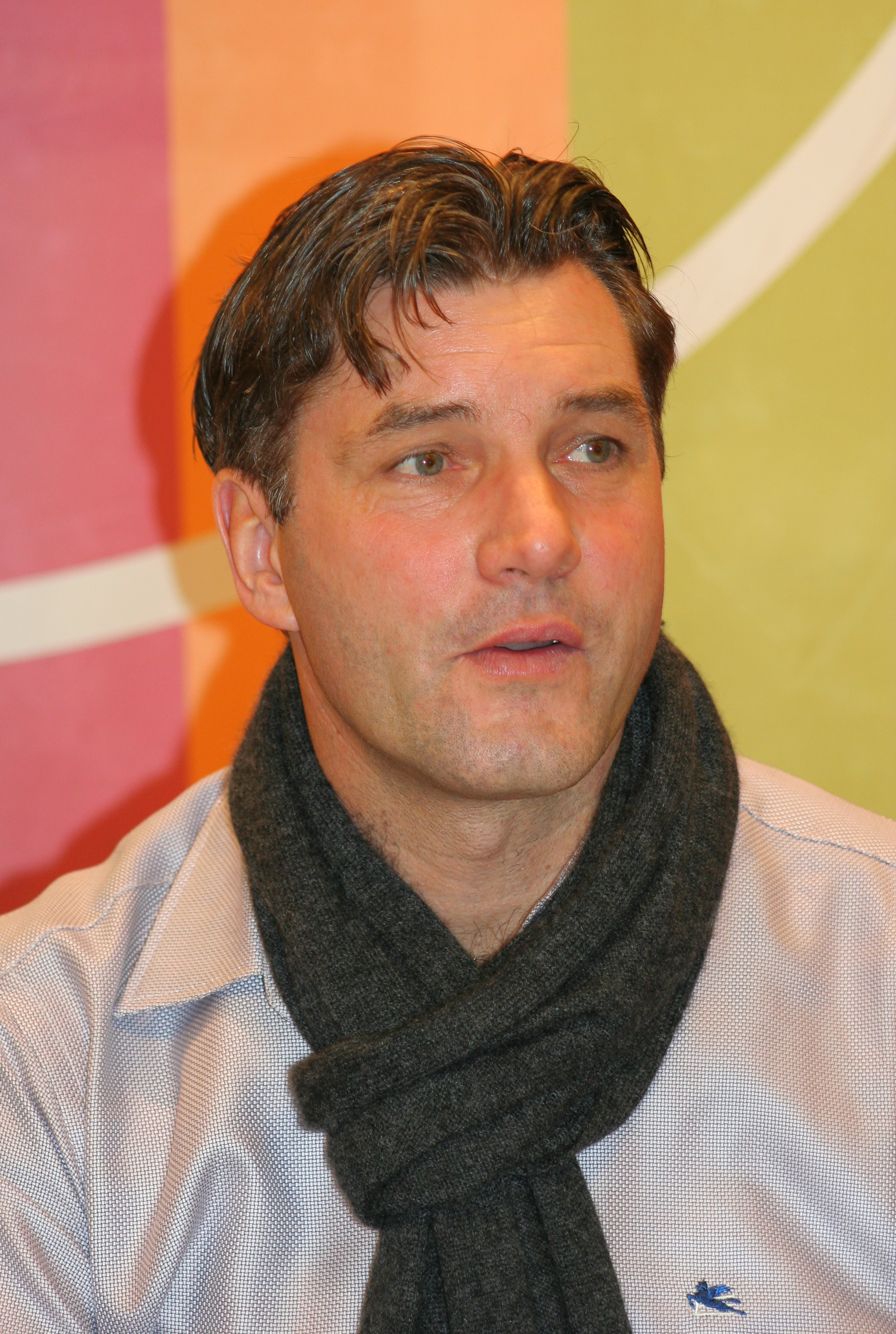
Michael Zorc (2009)

Nach seiner aktiven Zeit übernahm er bei Borussia Dortmund ab 2005 die Funktion des Sportdirektors. Er stand bis Sommer 2022 unter Vertrag. Danach beendete er seine Tätigkeit als Sportdirektor; sein Nachfolger wurde Sebastian Kehl.
Zwei Jahre später kehrte Zorc im November 2024 zum BVB zurück und wurde Mitglied des Aufsichtsrats der börsennotierten Borussia Dortmund GmbH & Co. KGaA.

### Erfolge als Sportdirektor
- Deutscher Meister: 2011, 2012
- DFB-Pokalsieger: 2012, 2017, 2021
- Champions League: Finalist 2013
- DFL-Supercupsieger: 2013, 2014, 2019